# Figure AI
Figure AI, Inc. — американская робототехническая компания, основанная в 2022 году Бреттом Адкоком, специалистом в создании технологических стартапов, таких как Archer Aviation и Vettery. Сосредоточена на разработке гуманоидных роботов, использующих технологии искусственного интеллекта (ИИ) для выполнения физических задач. Компания сотрудничала с OpenAI для создания специализированных ИИ-моделей, которые позволяют роботам Figure более эффективно взаимодействовать с окружающей средой и выполнять поставленные задачи.

## История
В 2022 году Figure AI представила свой первый прототип — гуманоидного робота Figure 01, предназначенного для физической работы на складах и в логистике.
В мае 2023 года компания привлекла 70 млн долларов инвестиций.
18 января 2024 года Figure AI объявила о партнёрстве с BMW для внедрения гуманоидных роботов в производственные процессы автомобильной отрасли.
В феврале 2024 года компания получила 675 млн долларов венчурного капитала от таких инвесторов, как Джефф Безос, Microsoft, NVIDIA, Intel, Amazon и OpenAI, общая капитализация компании в этот момент составила 2,6 млрд долларов.

## Продукты

### Figure 01
Первый гуманоидный робот компании, Figure 01, был представлен в 2022 году и стал основой для последующих разработок. Он был оптимизирован для выполнения простых задач, таких как перемещение объектов и взаимодействие с некоторыми системами.

### Figure 02
6 августа 2024 года компания представила гуманоидного робота второго поколения — Figure 02, готового к промышленной эксплуатации. Его основные характеристики:
- Рост: 140 см
- Вес: 20 кг
- Время автономной работы: до 20 часов на одной зарядке
- Увеличенная ёмкость аккумулятора: на 50 % больше, чем у Figure 01
- Выше вычислительная мощность: в 3 раза больше по сравнению с предыдущей моделью

Figure 02 оснащён встроенными микрофонами и динамиками для взаимодействия с людьми, а также шестью камерами для восприятия окружающей обстановки. Манипуляторы робота имеют 16 степеней свободы и способны переносить объекты весом до 25 кг.
Роботы Figure 02 уже используются на заводе BMW в Южной Каролине.

## Признание
В 2024 году компания была отмечена премией RBR50 Innovation Award за быстрое развитие в области робототехники.